# Šeřík Meyerův

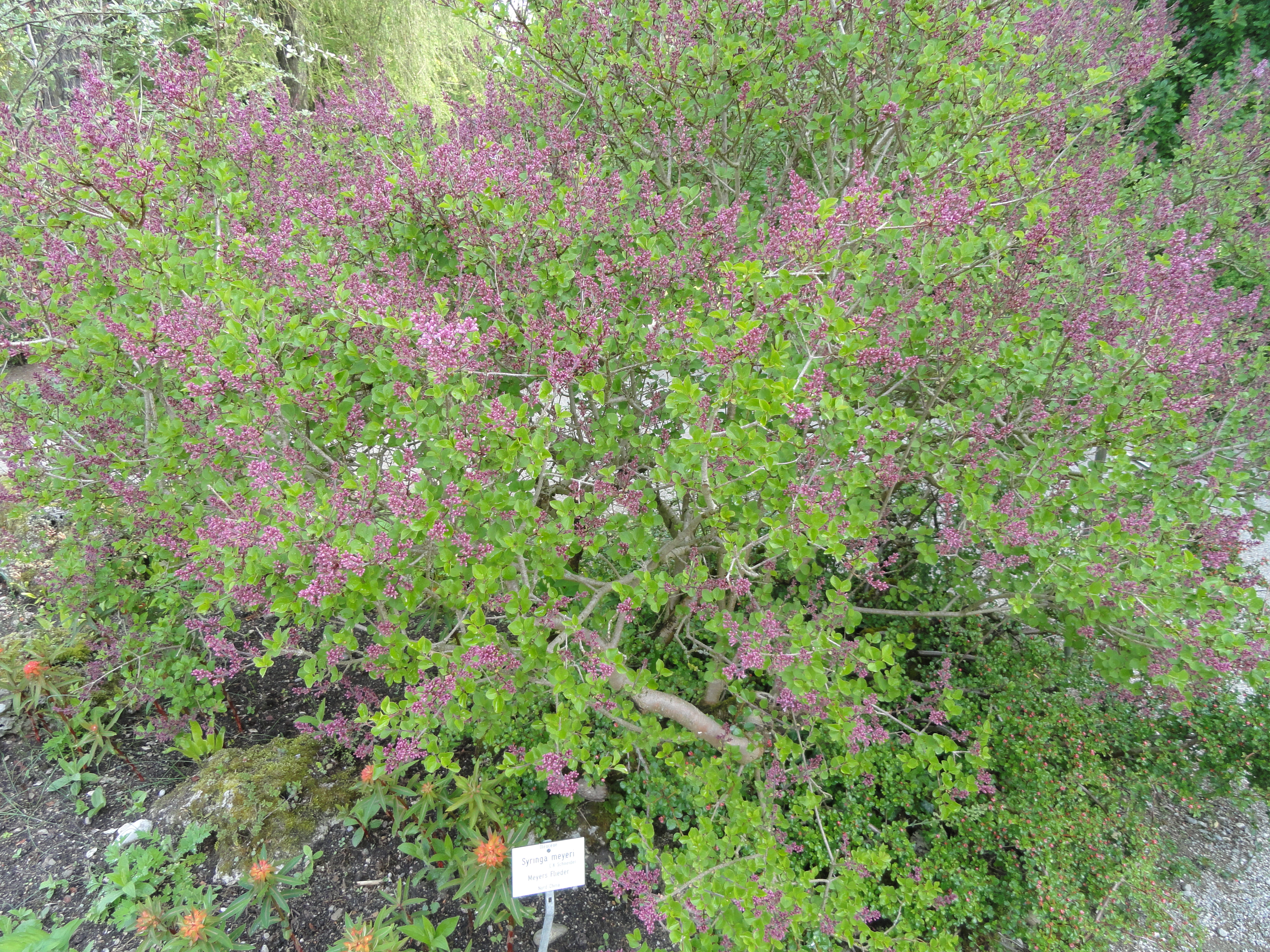
Syringa meyeri v botanické zahraddě v Mnichově.

Šeřík Meyerův (Syringa meyeri) je druh rostliny z čeledi olivovníkovité. V kultuře tvoří malé, až 1 m vysoké keře, kvetoucí v květnu až červnu fialově bílými květy a celokrajnými drobnými listy. Je ale uváděna výška až 2m. Je původní v oblastech na severu Číny. Druh je pěstován jako okrasná rostlina i v ČR. Je atraktivní v době květu a během vegetace tvoří kompaktní keře. Květy voní.

## Použití a pěstování
Druh je používaný do skupin, kvete od září do října, na podzim. Preferuje slunečné polohy, propustné půdy. Snese stín, ve stínu špatně kvete. Vhodná je zimní přikrývka, může vymrzat. Snáší exhalace. Dobře snáší řez, obvykle netrpí škůdci. Původní druh se přirozeně rozmnožuje se semeny, kultivary a pěstované rostliny jsou množeny řízkováním bylinnými, nebo dřevitými řízky. Někdy je roubován na bujněji vzrůstné druhy a tvoří stromovité tvary s kompaktní korunou.

## Variety
Syringa meyeri var. meyeri s 2–5 cm dlouhými, 1,5 až 3,5 cm širokými, eliptickými, vejčitými nebo eliptickými listy. Květy jsou husté, korunní lístky jsou modravě fialové, květní trubka je asi 1,5 cm dlouhá. Odrůda kvete od dubna do června a od srpna do září.
Syringa meyeri var. Spontanea MC Chang s 1 až 2 cm dlouhými, 0,8–1,8 cm širokými a více méně zaoblenými až široce vejčitými listy. Květy jsou volné, koruna je modravě červená nebo bílá, květní trubka je 0,5–0,8 cm dlouhá. Kvete v květnu, plody dozrávají od září do října. Rostlina s modravě červenými květy a bílými květy jsou považovány za různé formy (f spontanea, f. Alba).

## Kultivar 'Palibin'
Kultivar 'Palibin ' se liší od druhu nižším, hustěji větveným a kompaktním růstem. Květy jsou drobné a květenství je mnoho. Jsou fialové nebo bělavý růžové a kvetou již mladé rostliny. Tato odrůda kvete v červnu.